# Eastern Main Road
Die Eastern Main Road ist eine der zentralen Verkehrsachsen des karibischen Inselstaats Trinidad und Tobago. Sie verläuft entlang des dicht bevölkerten East-West Corridor im Norden der Insel Trinidad zwischen der Hauptstadt Port of Spain und der am Atlantischen Ozean gelegenen Kleinstadt Manzanilla.

## Verlauf
Die Eastern Main Road beginnt am südöstlichen Stadtrand von Port of Spain unweit des zentralen Busbahnhofs. Die von Westen kommende, entlang der Wasserlinie verlaufende South Quay Road geht kurz nach Querung des St. Anns River in die Eastern Main Road über. Diese führt zweispurig, teils auch drei- oder vierspurig in west-östlicher Richtung den gesamten East-West Corridor entlang, die mit ca. 550.000 Einwohnern größte Agglomeration und der wichtigste Wirtschaftsstandort des Landes. Passiert werden unter anderem die baulich miteinander verschmolzenen Städte Laventille, Morvant, Barataria, San Juan, Champs Fleurs, St. Joseph, St. Augustine, Curepe, Tunapuna, Tacarigua, Arouca und Arima. Im Zentrum von Arima unterbricht die Eastern Main Road ihren Lauf für etwa 500 Meter und führt dann weiterhin in östlicher Richtung durch spärlich besiedeltes Gebiet nach Valencia, wo sie nach Südosten abknickt und entlang der Savannenlandschaft Aripo Savannas nach Sangre Grande führt. Von dort verläuft sie als gewundene, zweispurige Landstraße weiter nach Südosten, passiert zahlreiche kleine Dörfer (unter anderem Caigual) und endet in Manzanilla am Atlantischen Ozean; von dort aus führt die Manzanilla-Mayaro Road entlang der Küste weiter nach Süden nach Mayaro und Guayaguayare.

## Geschichte
Die Eastern Main Road geht auf einen Überland-Fußweg der Arawak zurück, einer von zwei Völkerfamilien, die Trinidad zur Zeit der „Entdeckung“ der Insel aus europäischer Sicht bewohnten. Der Fußweg führte bis nach Mayaro.
Der Ausbau zu einer befahrbaren Straße nahm unter spanischer Kolonialherrschaft zwischen 1560 und 1797 ihren Anfang. Zunächst existierte sie zwischen Puerto España (Port of Spain) und Tunapuna als „camino real“ (königlicher Weg oder königliche Straße); auf Spanisch wurden so Überlandwege in den Kolonien bezeichnet, deren wirtschaftliche oder strategische Bedeutung groß genug war, um den Unterhalt der Straße durch die Regierung zu finanzieren. Die heutige Eastern Main Road war damals der einzige „camino real“ und die einzige West-Ost-Trasse Trinidads; sie verband Puerto mit der damaligen Hauptstadt San José de Oruña und führte weiter zur Kapuziner-Mission in Arouca.
Unter britischer Herrschaft wurde der Weg in Eastern Main Road umbenannt und 1840 bis Arima und in den 1880er-Jahren bis Sangre Grande ausgebaut. In den 1860er-Jahren nahm ein zwischen Port of Spain und Arima verkehrender, von Pferden gezogener Kastenwagen für bis zu zwölf Passagiere das 1876 eingeführte trinidadische Eisenbahnnetz vorweg.
Der Bedeutungsverlust der Eastern Main Road begann 1941 mit dem Bau des Churchill Roosevelt Highway durch US-amerikanische Truppen, die eine Verbindung zwischen ihren Militärbasen in Arima und Chaguaramas benötigten. Nach dem Abzug des US-Militärs wurde der Churchill Roosevelt Highway 1949 für die zivile Nutzung freigegeben. 1955 wurde zudem mit dem Bau des Beetham Highway begonnen, der den Churchill Roosevelt Highway ab Barataria bis Port of Spain verlängert. Mitte der 1980er-Jahre wurde der Uriah Butler Highway, die wichtigste Nord-Süd-Trasse Trinidads, die im Norden ursprünglich in den Churchill Roosevelt Highway mündete, bis zur Eastern Main Road weitergebaut.
Die Eastern Main Road ist auf dem Gebiet des East-West Corridor notorisch verstopft. 2007 passierten 10 % aller tödlichen Verkehrsunfälle des Landes auf der Straße.